# Герметичний багатофункціональний модуль
Герметичний багатофункціональний модуль (англ. Permanent Multipurpose Module, PMM) — модуль Міжнародної космічної станції (МКС). Слугує складським приміщенням для зберігання вантажів. Виготовлений Італійським космічним агентством колишній багатоцільовий модуль постачання «Леонардо», перероблений під постійне перебування на МКС. На станцію доставила експедиція STS-133 у лютому 2011 року. Пристиковано до надирного порту модуля «Юніті».

## Застосування
Модуль використовується як складське приміщення для зберігання вантажів, переважно, сміття, яке згодом видаляють зі станції, а також для особистої гігієни астронавтів, які в ньому миються і передягаються.

## Будова
Основою модуля PMM є герметичний корпус циліндричної форми з двома конічними днищами, на передньому днищі навколо люка встановлено пасивний стикувальний вузол єдиного механізму стикування (Passive Common Berthing Mechanism, PCBM).

## Розташування
27 травня 2015 року, о 13:08 UTC, PMM переміщено з надирного порту модуля Юніті на передній порт модуля Транквіліті (Node 3), щоб дозволити використовувати надирний порт модуля Юніті як причал для кораблів «Сигнус» і «Дракон», що, у свою чергу, звільняє верхній порт «Гармоні» для стикування з майбутніми американськими апаратами Багатоетапної програми НАСА з розвитку приватних космічних пілотованих кораблів для доставки астронавтів на Міжнародну космічну станцію.